# 金相浹
金相浹（韓語：김상협；1920年4月20日—1995年2月21日），大韩民国的政治人物，曾任文教部长官、国务总理、第5共和国国政咨询会议议员等职。全罗北道扶安郡出身，本贯蔚山。三洋集团的创业者金季洙的二儿子，仁村金性洙的侄子。他是第5共和国中为数不多的湖南地区出身的高官。

## 生平履历
在日本留学，1940年日本山口高中毕业后，1942年东京大学法律学院政治系毕业。1946年任高丽大学政经学院助理教授。1949年升任副教授。1957年升任教授。1960年任学术院会员。1962年2~9月任文教部长官。1963~1970任高丽大学经营管理学院教授。1967年任东亚日报理事。1970~1975年首度担任高丽大学校长，并兼任教育研究生院院长，同年任高丽狮子俱乐部会长。1971年任世宗大王纪念事业会理事、省谷学术文化财团理事、韩国研究院理事、东亚文化研究院理事。1974年任产学协同财团理事、云庭奖学财团理事。1977~1982年再度出任高丽大学校长。1980年3月任宪法修改审议委员会副委员长，同年10月任全斗焕设立的“国家安全立法会议”议员。1982年任高丽大学名誉校长，同年6~9月任代理国务总理，出访哥伦比亚、秘鲁、智利、墨西哥等国。同年9月~1983年10月任国务总理。
1983年9月23日出席在首尔儿童大公园举行的宋镇禹铜像揭幕。1984年任国政咨询委员会咨询委员。
1984年5月24日，金相浹以南韓前國務總理的名義訪問臺灣，並被時任中華民國總統的蔣經國接見。
1985年1月17日，参加延世大学讲堂举行的白樂濬追念礼拜。1985年到1991年开始担任大韩红十字会总裁。
1979年12月21日专程莲庵文化财团等奖项。1987~1991年任岛山纪念事业会长。1995年去世。
曾获庆熙大学名誉法学博士（1966年）和延世大学名誉法学博士（1971年）学位和国民勋章牡丹章、秘鲁太阳勋章等。

## 著作
- 《基督教民主主义》
- 《社会民主主义》
- 《教导民主主义》
- 《毛泽东思想》
- 《毛泽东思想》（改版）
- 《知性和野性》
- 《论现代政治》- 译著